# Prickskyttegevär 90
7,62 mm prickskyttegevär 90, kort 7,62 mm psg 90, är ett prickskyttegevär av repetertyp som används inom den svenska försvarsmakten. Vapnet är kamrad för 7,62 × 51 mm NATO, i Sverige betecknad 7,62 mm patron 10, och har en praktisk räckvidd på cirka 800 meter.
Psg 90 är en vidareutveckling av det brittiska prickskyttegeväret Accuracy International Precision Marksman (PM) och är konstruerad för svenska behov av Accuracy International på beställning av den svenska försvarsmakten. Vapnet kallas internationellt för Accuracy International Arctic Warfare, ofta nerkortat till AW, där "Arctic Warfare" (svenska: Arktisk Krigföring) anspelar på vapnets specialisering för vinterkrig enligt de svenska kraven.
De förbättringar som introducerades i Arctic Warfare från ursprungsvapnet Precision Marksman kom snabbt att bli grund för nya vidareutvecklingar och idag har namnet Arctic Warfare blivit ett samlingsnamn för alla vidareutvecklingar av Accuracy Internationals ursprungliga Precision Marksman-system. (Se huvudartikeln: Accuracy International Arctic Warfare)

## Historia
Vapnet antogs 1990 i Försvarsmakten efter omfattande tester. Det modifierades dock en del, bland annat med räfflor i slutstycket, för att passa bättre i svenska förhållanden innan det köptes in.
Tillbehör som följer med är transportlåda med reservriktmedel, mynningsbroms, benstöd, tre magasin, kolvförlängningsbrickor, vapenrem, universalverktyg, ballistikkort, vapenvårdssats, optikvårdssats och lösskjutningsmagasin. Ballistikkortet används för att beräkna kulbanan och ställa in kikarsiktet (av modell Hensoldt 10 gångers förstoring).
Försvarsmakten har beslutat sig för att låta ett antal gevär genomgå REMO (REnovering och MOdifiering) där systemet kommer att utrustas med ny optik från tyska Schmidt & Bender med variabel förstoring mellan 3 och 12 gånger (i Sverige benämnt Kikarsikte 11), inklusive nya svensktillverkade (Spuhr) kikarfästen samt med en vikbar kolv för att underlätta transport och vapenvård.

## Varianter

### Sverige
| - 7,62 mm prickskyttegevär 90 Adam – kort 7,62 mm psg 90A – svensk variant med fast gevärskolv och Kikarsikte 90 från tyska företaget Hensoldt. Suffixet Adam är en retronym efter att Bertil-varianten kommit till. - 7,62 mm prickskyttegevär 90 Bertil – kort 7,62 mm psg 90B – svensk variant med vikbar gevärskolv och Kikarsikte 11 från tyska företaget Schmidt & Bender, inklusive kikarfäste från svenska företaget Spuhr. |

### Storbritannien
| - L118A1 – brittisk variant med fast gevärskolv. Används i litet antal av specialstyrkor. - L118A2 – brittisk variant med vikbar gevärskolv. Används i litet antal av specialstyrkor. |

### Bilder

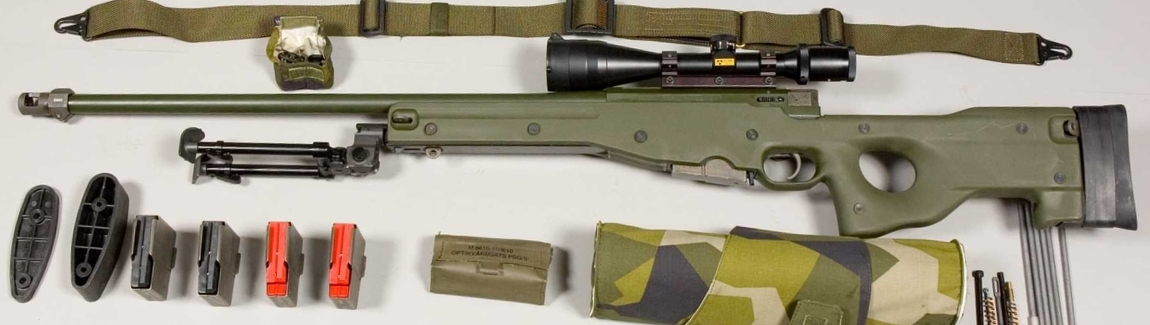
Prickskyttegevär 90 Adam
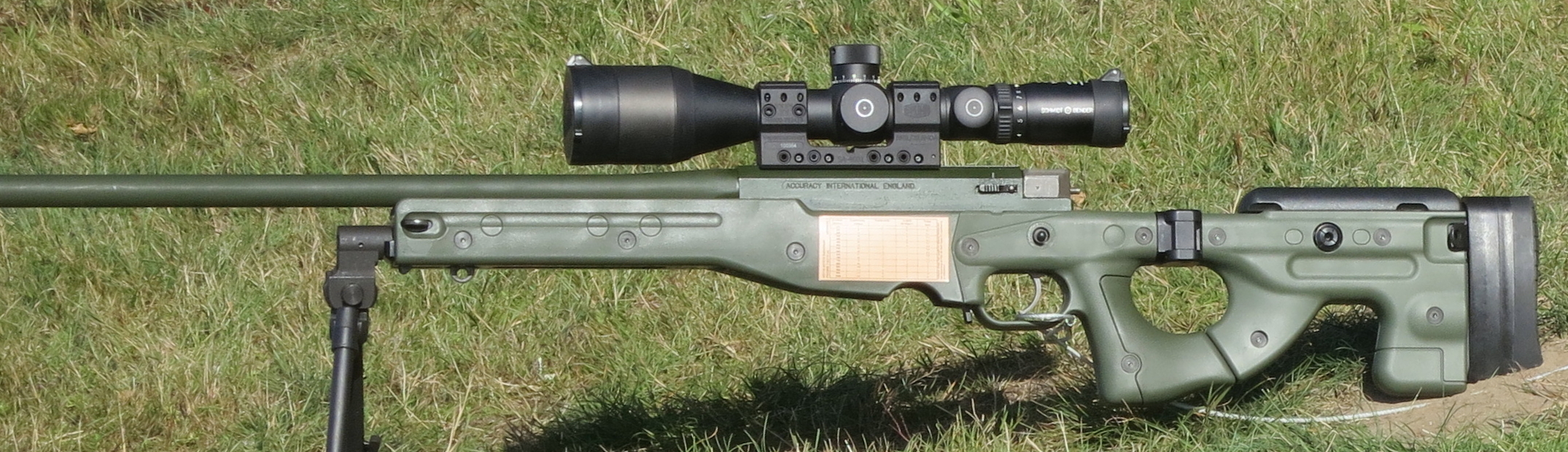
Prickskyttegevär 90 Bertil
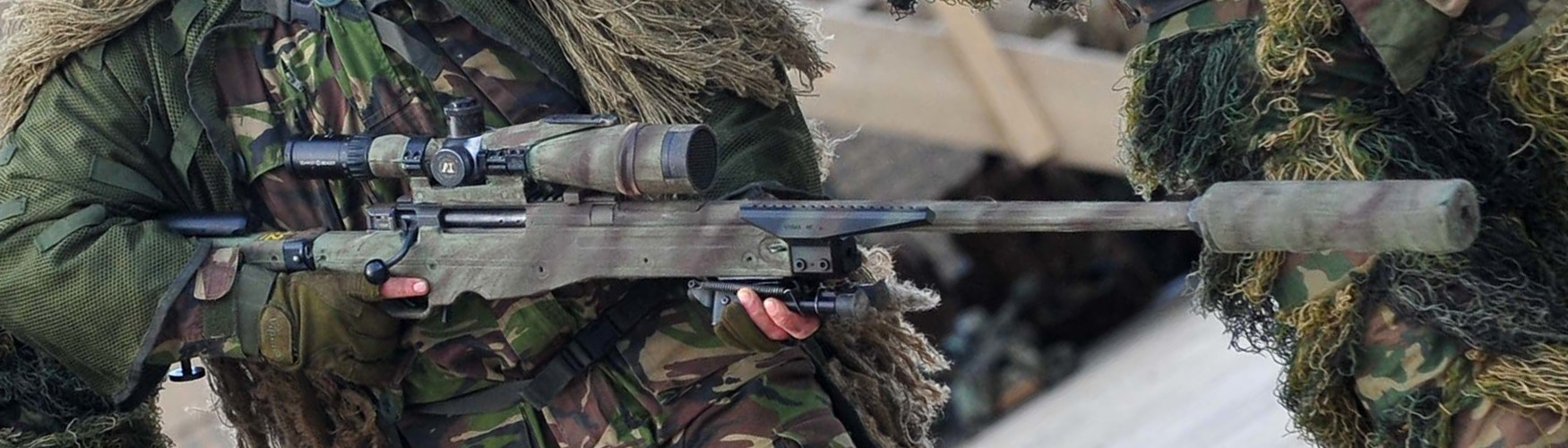
L118A2

## Ammunition
| Förrådsbenämning                      | Förrådsbenämning   | Typ                            | Vikt   | Vikt      | V₀       | Källor      |
| Oförkortad                            | Förkortad          | Typ                            | Patron | Projektil | V₀       | Källor      |
| ------------------------------------- | ------------------ | ------------------------------ | ------ | --------- | -------- | ----------- |
| 7,62 mm sk ptr 10 projektil           | 7,62/10 prj        | helmantlad blykula             | 23,8 g | 9,50 g    | 885 m/s  | [ 3 ] [ 5 ] |
| 7,62 mm sk ptr 10 prick långhåll      | 7,62/10 prick LH   | helmantlad blykula             | 25,4 g | 10,5 g    | 805 m/s  | [ 3 ] [ 5 ] |
| 7,62 mm sk ptr 10 spårljusprojektil   | 7,62/10 slprj      | spårljusprojektil              | 23,8 g | 9,10 g    | 865 m/s  | [ 3 ]       |
| 7,62 mm sk ptr 10B spårljusprojektil  | 7,62/10B slprj     | spårljusprojektil              | 23,8 g | 9,10 g    | 870 m/s  | [ 3 ]       |
| 7,62 mm sk ptr 10B stålkärneprojektil | 7,52/10B stkprj    | helmantlad stålprojektil       | 23,5 g | 9,50 g    | 885 m/s  | [ 3 ]       |
| 7,62 mm sk ptr 10 pansarprojektil     | 7,62/10 pprj       | helmantlad volframprojektil    | 24,0 g | 9,40 g    | 965 m/s  | [ 3 ] [ 6 ] |
| 7,62 mm sk ptr 10 prick               | 7,62/10 prick      | underkalibrig volframprojektil | 19,0 g | 3,40 g    | 1310 m/s | [ 3 ] [ 5 ] |
| 7,62 mm lös ptr 10                    | 7,62 lös ptr 10    | lös patron med träplugg        | 13,0 g | 0,60 g    | -        | [ 3 ]       |
| 7,62 mm lös ptr 10B                   | 7,62/10B lös ptr   | lös patron med träplugg        | 13,0 g | 0,60 g    | -        | [ 3 ]       |
| 7,62 mm lös ptr 10 PS                 | 7,62 lös ptr 10 PS | förbränningsbar lös patron     | 9,20 g | -         | -        | [ 3 ] [ 2 ] |